# Kathryn Grayson
Kathryn Grayson (ur. 9 lutego 1922 w Winston-Salem, Karolina Północna, zm. 17 lutego 2010 w Los Angeles, Kalifornia) – amerykańska aktorka i operowa śpiewaczka sopran.

## Życiorys
Karierę śpiewaczki rozpoczęła, mając dwanaście lat. Jej dorobek filmowy to głównie musicale. Zagrała między innymi w takich filmach jak: "Show Boat" (1951) i "Pocałuj mnie Kasiu" (1953).
W latach 60. występowała w wielu operach, w tym Cyganeria, Madame Butterfly, Orfeusz w podziemiach i La Traviata.
7 października 1948 roku urodziła córkę.
Kathryn Grayson zmarła we śnie 17 lutego w wieku 88 lat.

## Wybrana filmografia
- 1942: Rio Rita jako Rita Winslow
- 1945: Podnieść kotwicę jako Susan Abbott
- 1945: Rewia na Broadwayu
- 1946: Burzliwe życie Kerna jako Magnolia
- 1951: Statek komediantów jako Magnolia Hawks
- 1953: Pocałuj mnie Kasiu jako Lilli Vanessi / 'Katherina (Kate)'
- 1994: Wiek kina